# .io
.io este un domeniu de internet de nivel superior, pentru Teritoriul Britanic din Oceanul Indian (ccTLD).